# Дивичориј Мичи (Клуж)
Дивичориј Мичи (рум. Diviciorii Mici) насеље је у Румунији у округу Клуж у општини Санмартин. Oпштина се налази на надморској висини од 334 m.

## Становништво
Према подацима из 2002. године у насељу је живело 89 становника, од којих су сви румунске националности.